# Российский исламский университет (Уфа)
Российский исламский университет (баш. Рәсәй ислам университеты) — негосударственное высшее учебное заведение в Российской Федерации при Центральном духовном управлении мусульман в Уфе.

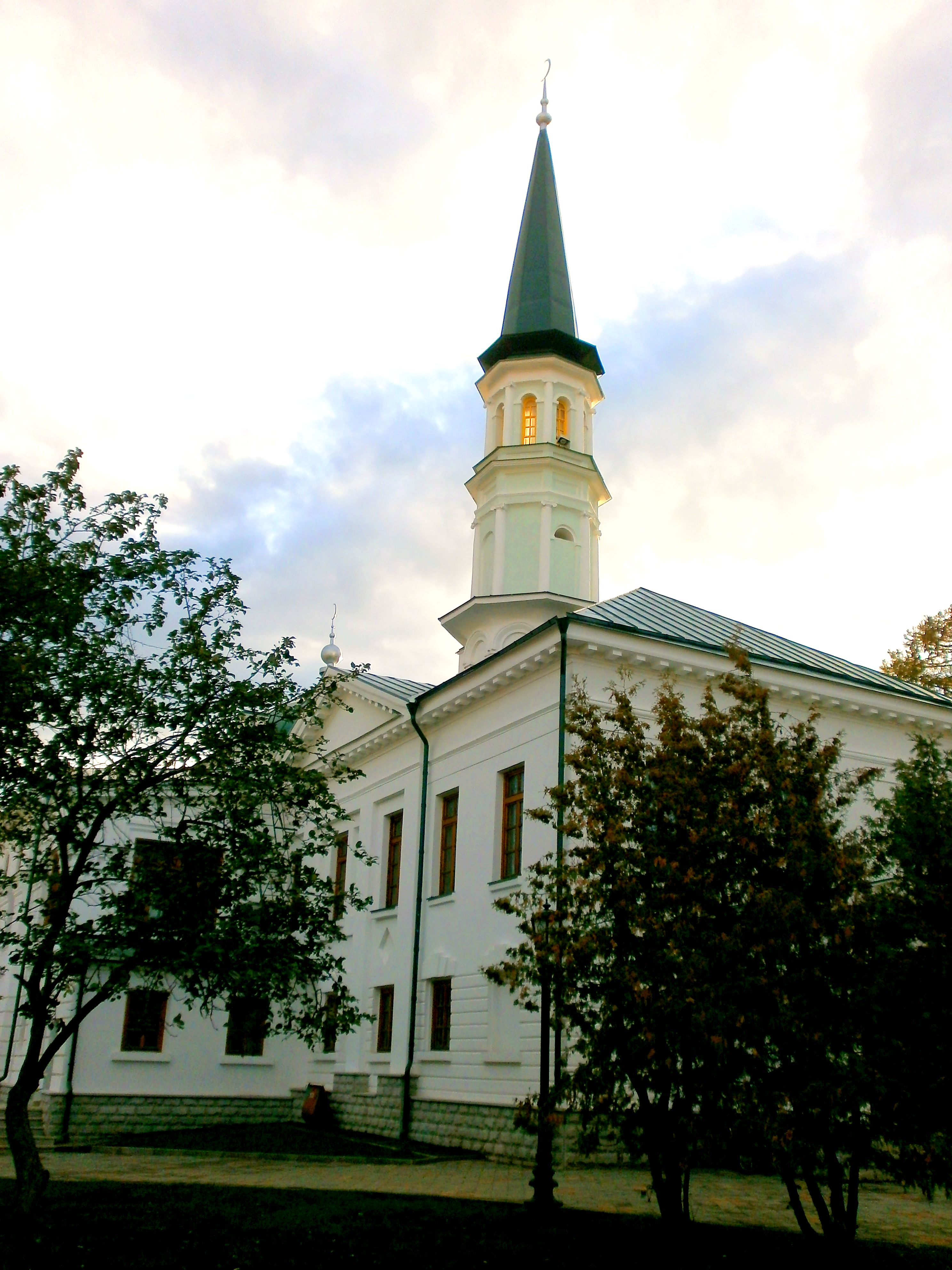
В 1989—1999 гг. учебное заведение располагалось в здании Первой соборной мечети г. Уфы

## История
В 1989 году на основании Постановления Совета по делам религий Кабинета Министров СССР в Уфе было открыто Медресе имени Ризаитдина Фахретдина на базе Первой соборной мечети.
В 1999 году реорганизовано в Российский исламский институт имени Р. Фахретдина.
В 1999—2005 гг. учебное заведение располагалось в здании мечети «Ляля-Тюльпан».

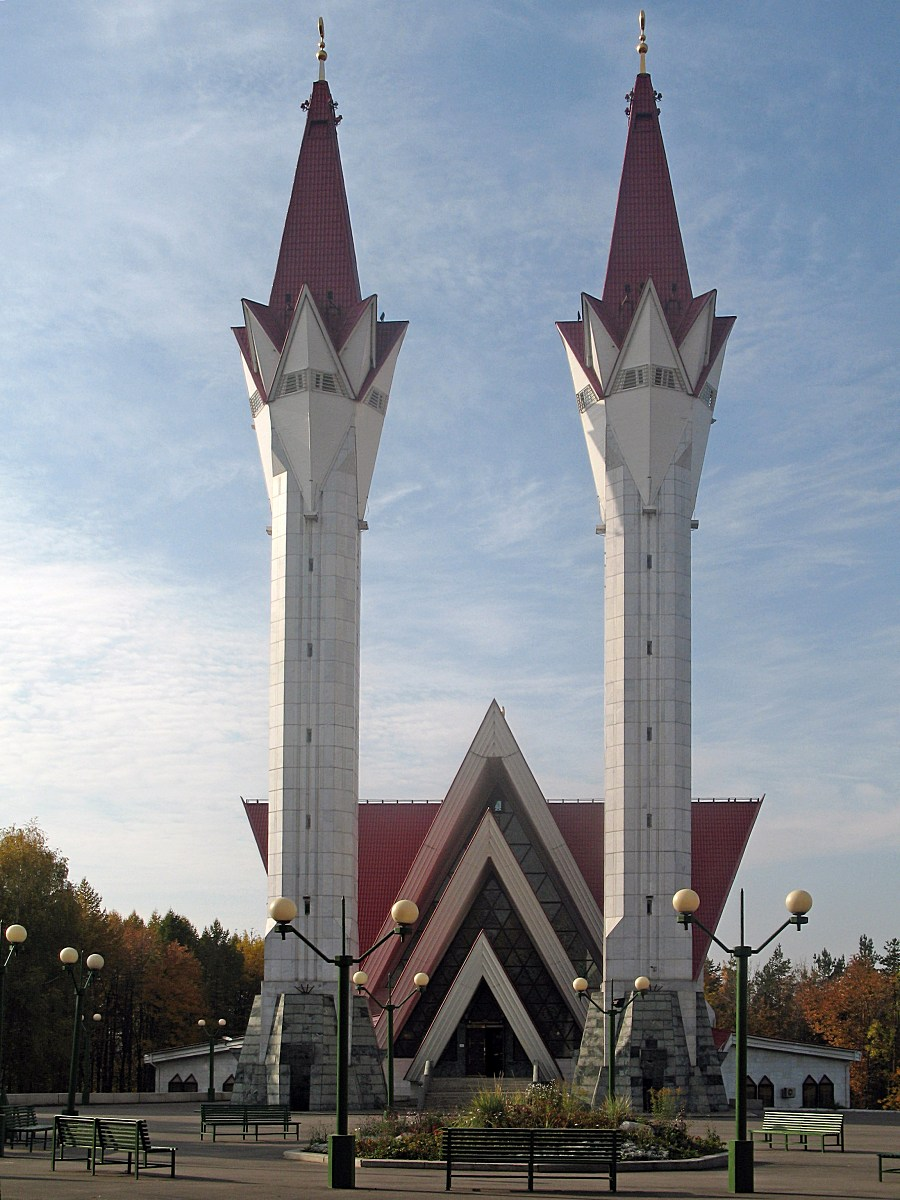
В 1999—2005 гг. РИУ располагался в здании мечети «Ляля-Тюльпан»

В 2001 году согласно решению Правительства Республики Башкортостан и Президиума Уфимского городского совета в собственность Центрального духовного управления мусульман было возвращено здание знаменитого медресе «Галия».

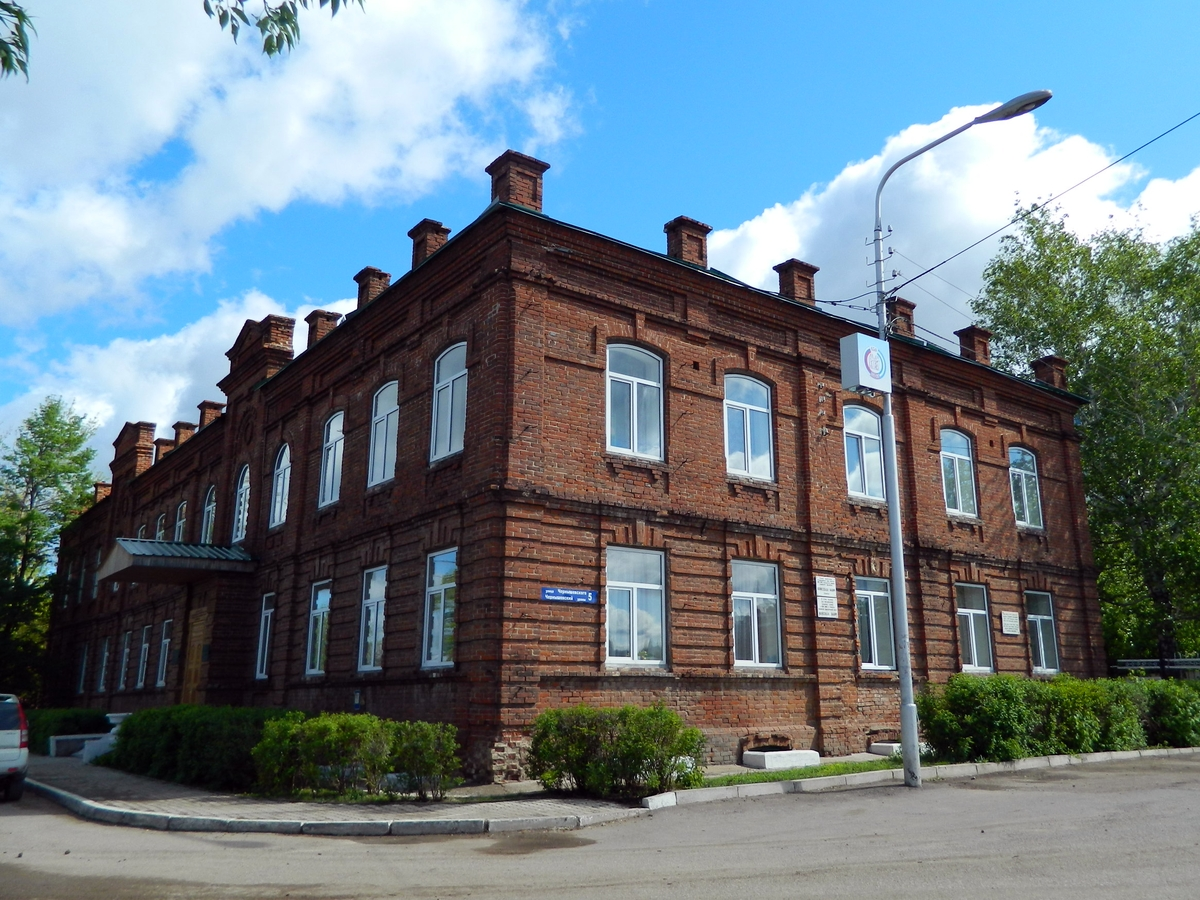
С 2001 года учебное заведение располагается в бывшем здании медресе «Галия»

В 2003 году преобразован в Российский исламский университет Центрального духовного управления мусульман России.

## Структура
В составе Российского исламского университета 3 факультета:
- теолого-педагогический факультет;
- факультет основ вероучения и истории ислама;
- факультет переподготовки, повышения квалификации и дополнительного образования.

Кроме того вуз состоит из 7 кафедр, в том числе двух межвузовских (совместно с Башкирским государственным педагогическим университетом имени Акмуллы).
Университет имеет библиотеку, компьютерные классы, а также редакционно-издательский отдел. С 2009 года в редакционно-издательском отделе учебного заведения выпускаются монографии, учебно-методические пособия.

## Обучение
Обучение ведётся на дневном, вечернем и заочном, мужских и женских отделениях.
Российский исламский университет осуществляет подготовку имам-хатыбов, имам-мухтасибов, мугаллимов, преподавателей исламских наук и арабского языка.
Выпускникам учебного заведения присваивается квалификация специалиста, бакалавра или магистра.

## Руководители
- Касым-хазрат Салимов;
- Равиль Утябай-Карими;
- Ринат Раев;
- Артур Сулейманов.